# Ингаллс, Дон
Дональд Джи Ингаллс (англ. Donald G. Ingalls) (29 июля 1918 – 10 марта 2014) — американский сценарист и телепродюсер. Он был другом Джина Родденберри на протяжении всей жизни, вместе с ним служил в полицейском управлении Лос-Анджелеса.

## Карьера сценариста
Ингаллс написал сценарий для двух эпизодов научно-фантастического телесериала «Звёздный путь», первым из которых был «Альтернативный фактор». Его сценарий для второго эпизода, «Маленькая личная война», был задуман как критика войны во Вьетнаме, но Родденберри сильно переписал его так сильно, что Ингаллс злился на него в течение года и настаивал на том, чтобы его авторство упоминалось только под псевдонимом «Джад Крусис» (англ. Jud Crucis).
Ингаллс писал сценарии для эпизодов различных телесериалов и был продюсером таких шоу, как «Остров фантазий» и «Ти Джей Хукер». Он также писал сценарии для нескольких телефильмов, таких как фильм 1979 года «Капитан Америка» и для своего единственного театрального фильма «Аэропорт 1975» (1974).

## Смерть
Ингаллс умер в 2014 году после продолжительной болезни в своём доме в городе Олимпия, штат Вашингтон.